# Shlomo Hillel
Shlomo Hillel (în ebraică:שלמה הלל, n. 23 aprilie 1923, Bagdad, Mesopotamia sub mandat britanic⁠(d) – d. 8 februarie 2021, Ra'anana⁠(d), Districtul Central, Israel) a fost un  politician social-democrat, diplomat  și activist israelian pe tărâm obștesc, originar din Irak. A fost președintele Parlamentului israelian (Knesset), ministru de interne și al poliției, președinte al comisiei Knessetului pentru afaceri interne.
Născut la Bagdad, în Irak, în 1923, el a emigrat în Palestina împreună cu familia sa în anul 1934. A învățat la gimnaziul ebraic Herzliya din Tel Aviv, apoi a studiat științele politice, economia și administrație publică la Universitatea Ebraică din Ierusalim
A activat în mișcarea de cercetași (scouts) (în ebraică - Tzofim) și apoi la Institutul Ayalon, participând la înființarea industriei militare israeliene de la Givat Hakibutzim de lângă Rehovot.  
A contribuit la asistarea emigrației în Palestina a evreilor din țările Orientului Apropiat. iar în cadrul Operaței Michaelburg în 1947 a fost trimis cu un avion în Irak, unde a organizat cel dintâi emigrarea clandestină pe calea aerului a 50 de evrei irakieni, apoi transferarea ilegală pe cale aeriană în Palestina a încă două  grupuri de evrei italieni și irakieni.